# Associazione Sportiva Siracusa 1951-1952
Questa voce raccoglie le informazioni riguardanti il Associazione Sportiva Siracusa nelle competizioni ufficiali della stagione 1951-1952.

## Rosa
| N. |                   | Ruolo | Calciatore         |
| -- | ----------------- | ----- | ------------------ |
|    | Italia (bandiera) | P     | Albano Luisetto    |
|    | Italia (bandiera) | P     | Giuseppe Salerno   |
|    | Italia (bandiera) | D     | Armando Fallanca   |
|    | Italia (bandiera) | D     | Giuseppe Marchetto |
|    | Italia (bandiera) | D     | Giuseppe Patrucco  |
|    | Italia (bandiera) | D     | Giovanni Romano    |
|    | Italia (bandiera) | C     | Otello Badiali     |
|    | Italia (bandiera) | C     | Francesco Berruti  |
|    | Italia (bandiera) | C     | Domenico Bosi      |
|    | Italia (bandiera) | C     | Giovanni Bussone   |

| N. |                   | Ruolo | Calciatore        |
| -- | ----------------- | ----- | ----------------- |
|    | Italia (bandiera) | C     | Luigi Ganassi     |
|    | Italia (bandiera) | C     | Vincenzo Occhetta |
|    | Italia (bandiera) | C     | Dario Rizzoni     |
|    | Italia (bandiera) | C     | Egizio Rubino     |
|    | Italia (bandiera) | C     | Sergio Susmel     |
|    | Italia (bandiera) | A     | Luciano Cavaleri  |
|    | Italia (bandiera) | A     | Romano Penzo      |
|    | Italia (bandiera) | A     | Moreno Santini    |
|    | Italia (bandiera) | A     | Giuseppe Secchi   |

## Risultati

### Serie B

#### Girone di andata
| 9 settembre 1951 1ª giornata | Siracusa | 1 – 1 | Monza |  |

| 16 settembre 1951 2ª giornata | Siracusa | 1 – 0 | Livorno |  |

| 7 ottobre 1979 3ª giornata | Modena | 8 – 2 | Siracusa |  |

| 11 marzo 4ª giornata | Siracusa | 2 – 1 | Salernitana |  |

| 7 ottobre 1951 5ª giornata | Reggiana | 2 – 0 | Siracusa |  |

| 14 ottobre 1951 6ª giornata | Venezia | 0 – 0 | Siracusa |  |

| 21 ottobre 1951 7ª giornata | Siracusa | 1 – 1 | Fanfulla |  |

| 7 settembre 1997 8ª giornata | Siracusa | 2 – 2 | Vicenza |  |

| 4 novembre 1951 9ª giornata | Catania | 1 – 0 | Siracusa |  |

| 18 novembre 1951 10ª giornata | Siracusa | 0 – 0 | Stabia |  |

| 2 dicembre 1951 11ª giornata | Siracusa | 1 – 3 | Messina |  |

| 20 gennaio 1952 12ª giornata | Piombino | 0 – 1 | Siracusa |  |

| 16 dicembre 1951 13ª giornata | Pisa | 1 – 0 | Siracusa |  |

| 14 dicembre 14ª giornata | Siracusa | 1 – 0 | Brescia |  |

| 30 dicembre 1951 15ª giornata | Siracusa | 2 – 1 | Genoa |  |

| 6 gennaio 1952 16ª giornata | Verona | 3 – 0 | Siracusa |  |

| 21 dicembre 1947 17ª giornata | Treviso | 1 – 1 | Siracusa |  |

| 17 novembre 18ª giornata | Siracusa | 0 – 0 | Roma |  |

| 21 settembre 1958 19ª giornata | Siracusa | 0 – 3 | Marzotto Valdagno |  |

#### Girone di ritorno
| 3 febbraio 1952 20ª giornata | Monza | 3 – 0 | Siracusa |  |

| 10 febbraio 1952 21ª giornata | Livorno | 1 – 0 | Siracusa |  |

| 17 febbraio 1952 22ª giornata | Siracusa | 1 – 1 | Modena |  |

| 2 marzo 1952 23ª giornata | Salernitana | 1 – 0 | Siracusa |  |

| 9 marzo 1952 24ª giornata | Siracusa | 2 – 1 | Reggiana |  |

| 16 marzo 1952 25ª giornata | Siracusa | 3 – 1 | Venezia |  |

| 23 marzo 1952 26ª giornata | Fanfulla | 2 – 0 | Siracusa |  |

| 30 marzo 1952 27ª giornata | Vicenza | 1 – 2 | Siracusa |  |

| 6 aprile 1952 28ª giornata | Siracusa | 3 – 1 | Catania |  |

| 13 aprile 1952 29ª giornata | Stabia | 2 – 4 | Siracusa |  |

| 20 aprile 1952 30ª giornata | Messina | 0 – 1 | Siracusa |  |

| 27 aprile 1952 31ª giornata | Siracusa | 1 – 0 | Piombino |  |

| 4 maggio 1952 32ª giornata | Siracusa | 4 – 1 | Pisa |  |

| 11 maggio 1952 33ª giornata | Brescia | 2 – 1 | Siracusa |  |

| 25 maggio 1952 34ª giornata | Genoa | 4 – 0 | Siracusa |  |

| 1º giugno 1952 35ª giornata | Siracusa | 2 – 0 | Verona |  |

| 8 giugno 1952 36ª giornata | Siracusa | 0 – 0 | Treviso |  |

| 15 giugno 1952 37ª giornata | Roma | 6 – 0 | Siracusa |  |

| 22 giugno 1952 38ª giornata | Marzotto Valdagno | 1 – 0 | Siracusa |  |

## Statistiche

### Statistiche dei giocatori
| Giocatore    | Serie B  | Serie B |
| Giocatore    | Presenze | Reti    |
| ------------ | -------- | ------- |
| O. Badiali   | 17       | 1       |
| F. Berruti   | 19       | 3       |
| D. Bosi      | 4        | 0       |
| G. Bussone   | 15       | 1       |
| L. Cavaleri  | 35       | 9       |
| A. Fallanca  | 31       | 0       |
| L. Ganassi   | 25       | 2       |
| A. Luisetto  | 17       | -?      |
| G. Marchetto | 38       | 0       |
| V. Occhetta  | 37       | 6       |
| G. Patrucco  | 18       | 0       |
| R. Penzo     | 9        | 3       |
| D. Rizzoni   | 10       | 2       |
| G. Romano    | 24       | 0       |
| E. Rubino    | 29       | 0       |
| G. Salerno   | 21       | -?      |
| M. Santini   | 10       | 1       |
| G. Secchi    | 24       | 9       |
| S. Susmel    | 35       | 2       |